# Rio De Grey
O Rio De Grey (De Grey River, em inglês) fica no oeste da Austrália, no estado australiano da Austrália Ocidental. O rio De Grey passa pelo Grande Deserto de Areia e desagua no Oceano Índico, drenando mais de 56 000 km². Ao redor do rio há uma grande exploração de ouro. O rio De Grey não passa por nenhuma cidade importante da Austrália. O rio nasce em montanhas de mais de 500 m de altitude, que ficam no oeste da Austrália.